# Sven Brandel
Sven Brandel (* 16. August 1898 in Stockholm; † 29. August 1964 ebenda) war ein schwedischer Pianist und Musikpädagoge.

## Leben und Werk
Sven Brandel war Schüler von Lennart Lundberg am Stockholmer Musikkonservatorium. Er legte 1924 ein Organistenexamen ab. Er trieb 1925 weitere Klavierstudien in Berlin und Paris. Seit 1934 lehrte er an der Musikhochschule in Stockholm, an der er seit 1953 auch das Fach Klavierpädagogik vertrat. 1954 wurde er Vorsitzender des Schwedischen Klavierlehrervereins. Sven Brendel unternahm Konzertreisen in den nordischen Ländern, in Deutschland und in Frankreich. Er setzte sich für die Werke zeitgenössischer Komponisten ein.